# Lajos Rácz
Lajos Rácz, född den 1 juli 1952 i Budapest, Ungern, är en ungersk brottare som tog OS-silver i flugviktsbrottning i den grekisk-romerska klassen 1980 i Moskva. 